# Kärr
För andra betydelser, se Kärr (olika betydelser).

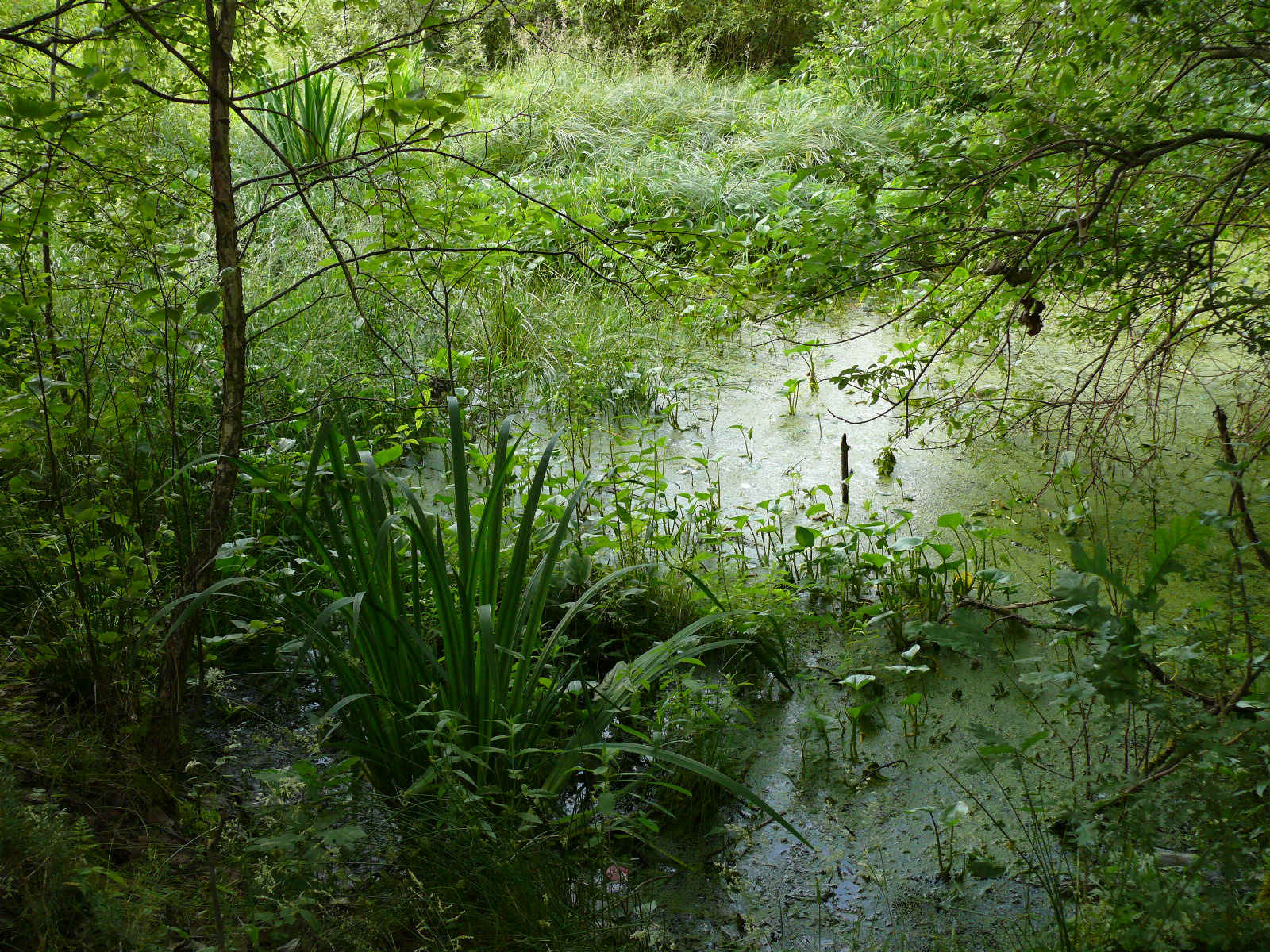
Kärr i Olsztyn, norra Polen.

Kärr är en typ av våtmark: en myr vars vatten huvudsakligen kommer från den anslutande fastmarken. De näringsämnen som därmed finns tillgängliga sätter sin prägel på vegetationen. Kärr kan vara allt mellan näringsfattiga och extremt rika på näring. Indelningen av kärr brukar göras efter lutningsgrad och/eller strukturmönster. Kärren kan även delas in efter vattnets mineralhalt. Några exempel är fattigkärr, intermediära kärr, rikkärr och extremrikkärr.
En speciell typ är även källkärr, där vattentillförseln i kärret är beroende av grundvatten som tränger upp från en källa, antingen belägen strax ovanför kärret eller, om vattentrycket är tillräckligt stort, kan kärret på plan mark istället bildas kupolformigt runt källan.
Uddvitmossa, som aldrig förekommer på mossar, är en viktig skiljeart mellan mossar och kärr. Några svampar inom kärren är olika sorters skivlingar.

## Topogena kärr
Plana eller mycket svagt sluttande kärr. Enligt våtmarksinventeringens definition ingår kärr med en lutning upp till 3 procent.

## Soligena kärr
Sluttande kärr med lutning på mellan 3 och 8 procent. Lutningen framträder tydligt vid flygbildstolkningen. Kärrtypen är tämligen allmän i nederbördsrika områden i Västsverige och Norrland.

## Backkärr
Kraftigt sluttande kärr med en lutning på mer än 8 procent.

## Strängflarkkärr
Kärr med tydliga parallella strukturmönster av upphöjda strängar som dämmer upp mellanliggande blötare flarkar.